# Хонорат I Савойски-Вилар
Хонорат I Савойски-Вилар (на френски: Honoré Ier de Savoie; * октомври 1538, Марсилия; † 11 октомври 1572, Авиньон), е граф на Сомарива и на Танд, губернатор и велик сенешал на Прованс от 28 април 1566 г. до смъртта си. Воюва срещу баща си.

## Произход
Той е второто дете на Клавдий Савойски-Вилар (* 1507, † 1566), губернатор и велик сенешал на Прованс, граф на Танд от 1525 г. до смъртта си, граф на Бофор (1547 – 1556), и на първата му съпруга Мари дьо Шабан. Има двама братя и една сестра:
- Анри
- Ренато, барон на Сипиер
- Рената († 1587), графиня на Танд (1572 – 1575), господарка на Юрфе и 1-ва маркиза на Баже (1575 – 1587) като съпруга на Жак д'Юфре.

Има и една полусестра от втория брак на баща си.

## Живот

### Ранни години
Той е роден в Марсилия през октомври 1538, в кралския дом. Майка му умира вследствие на раждането. Той е воден на кръщение от чичо си Хонорат II Савойски-Вилар и сестра си Рената Савойска-Танд на 30 октомври в църквата „Нотр Дам“ в Марсилия.

### Военна кариера
Катерина де Медичи го изпраща в Прованс като генерал-лейтенант, за да се противопостави на протестантите през 1562 г. Баща му е губернатор на Прованс и подкрепя протестантската партия. За да утвърди властта си, Хонорат трябва да я утвърди от парламента на Екс, но тогава град Екс ан Прованс е окупиран от протестантите. Тъй като няма войски, които да се бият с протестантите, той се съюзява с Жан V дьо Понтеве, граф на Карсе, който му позволява да прегрупира войска, позволявайки му да си върне Екс ан Прованс. След това успява да създаде няколко католически групи.
Баща му се опитва неуспешно да превземе Пертюи и след това се оттегля от Систерон, като моли Франсоа дьо Бомон, барон дез Адре, да дойде и да го подкрепи. Преди да го атакува, синът му решава да превземе Оранж, тогава в ръцете на протестантите. Той събира войски с Жан V дьо Понтеве, Франсоа дьо Ла Бом – граф дьо Сюз и няколко господари на Прованс и получава подкрепата на папските войски, командвани от Фабрицио Сербелони. Градът е превзет през 1562 г. Той е запален и окървавен. След това войската се насочва към Систерон.
Бащата на Хонорат, който се е оттеглил в долината на Барселонет, се завръща, за да подкрепи обсадените, принуждавайки сина си да вдигне обсадата, след което го преследва, разбива го, но не продължава преследването, което позволява на Хонорат да се присъедини отново към войските си. Той се връща, за да обсади Систерон и да превземе града. След това баща му се оттегля в Торино, оставяйки Прованс във властта на католиците. Хонорат I се опитва да си върне Сен Жил, но войските му са изненадани от Барон дез Адре и победени. Той трябва да разруши моста над река Рона, за да спре напредването му.
Капитан на 50 мъже на 12 ноември 1565, той е произведен в рицар на Ордена на Свети Михаил през 1563 г.

### Граф на Танд
Става граф на Танд след смъртта на баща си през 1566 г. На 28 април 1566 получава титлата „губернатор и велик сенешал на Прованс“ – длъжност, заемана преди това от баща му.
Хонорат прави опит да си върне замъка на Ним, но не успява и претърпява загуби. Господарят на Меан е сериозно ранен и умира малко след това. Протестантите си връщат Систерон. Хонорат идва да обсади града, но войските му се разпръскват и са атакувани от гарнизона на града, но чрез маневра на Жан V дьо Понтеве, граф на Карсе, те успяват да го отблъснат, като му нанасят загуби. След това Хонорат се завръща в Екс ан Прованс, за да получи молбата на Франсоа дьо Ла Бом, граф на Сюз, която го моли за подкрепа за превземане на градове в Графство Венесен. Хонорат и Франсоа дьо Ла Бом си връщат няколко града, но парламентът на Екс вика Хонорат да дойде и да се противопостави на атаките на протестантите от Систерон в Прованс. Той успява да ги вразуми, издейства от парламента на Екс набирането на войска от 3000 мъже, които повежда към кралската армия, командвана от Анри, херцог на Анжу, и след това се връща в Прованс.

### Смърт
Умира болен на 11 октомври 1572 г. в Салон на 34-годишна възраст. В писмо до братовчед си Савойския херцог обаче казва, че е по-добре. Той също така отива в Авиньон, за да посрещне новата си съпруга Маргьорит дьо Ла Тур. Умира няколко дни по-късно.

## Брак и потомство
Жени се два пъти:
∞ 1. 1 март 1558 за Клара Строци († 1567), дъщеря на Пиеро Строци, маршал на Франция, от която няма деца
∞ 2. 1 януари 1572 за Маргьорит дьо Ла Тур, дъщеря на Франсоа III дьо Ла Тур (1526 – 1557), виконт на Тюрен, и на Елеонора дьо Монморанси, дъщеря на конетабъла Ан Монморанси, от която няма деца.